# Maria Triller
Ingeborg Maria Triller, född 26 januari 1941 i Tobo, Uppsala län, är en svensk textilkonstnär.
Hon är dotter till Erich Triller och Ingrid Abenius. Triller studerade vid Konstfackskolan i Stockholm 1959–1961 och tilldelades ett stipendium ur Alf Björkmans fond 1961 som följdes med ett av statens konstnärsstipendium 1966. Hon deltog 1964 i tävlingen om en fondtextil för Västerås kommuns sessionssal som blev prisbelönt och hon var en av de svenska representanterna vid den andra internationella biennalen för tapisserier i Lausanne 1965. Tillsammans med sina föräldrar ställde hon ut på Hantverkshuset i Stockholm 1965 och hon har medverkat i en rad svenska och utländska konsthantverksutställningar. Hennes konst består av ett nonfigurativa motiv där hon har använt okonventionella material inblandat i ull, thaisilke och lin. Triller är representerad vid Nationalmuseum i Stockholm.